# Sergey Mudrov
Sergey Mudrov (né le 8 septembre 1990) est un athlète russe spécialiste du saut en hauteur.

## Carrière
En 2007, il se classe deuxième des championnats du monde cadets (2,22 m), et remporte par ailleurs le titre du Festival olympique de la jeunesse européenne  (2,20 m). Quatrième des championnats du monde juniors de 2008, à Bydgoszcz en Pologne, il devient, dès l'année suivante, à Novi Sad en Serbie, champion d'Europe junior, en franchissant une hauteur de 2,25 m.
En début de saison 2011, Sergey Mudrov égale à trois reprises son record personnel en salle de 2,30 m à Iekaterinbourg, Banská Bystrica et Moscou où il décroche son premier titre national senior. Il s'incline néanmoins dès les qualifications des championnats d'Europe en salle de Paris-Bercy en ne franchissant que 2,17 m. En juillet 2011, lors des championnats d'Europe espoirs d'Ostrava, en République tchèque, le Russe porte son record personnel en plein air à 2,30 m mais est devancé pour la médaille d'or au nombre d'essais par l'Ukrainien Bohdan Bondarenko. Il se rend ensuite à Shenzhen pour disputer les championnats du monde universitaires. Il y obtient la médaille de bronze, derrière Bohdan Bondarenko et Wojciech Theiner, avec un saut à 2,24 m.
Auteur de 2,30 m en salle en février 2012 à Moscou, Sergey Mudrov n'est pas retenu par sa fédération pour participer aux Championnats du monde en salle d'Istanbul. Fin juin, à Helsinki, il termine au pied du podium des Championnats d'Europe en plein air, derrière le Britannique Robert Grabarz, le Lituanien Raivydas Stanys et le Français Mickaël Hanany, en effaçant une barre à 2,28 m. Début juillet à Tcheboksary, lors des Championnats de Russie, il établit un nouveau record personnel avec 2,31 m. Mais, cinquième seulement de la finale, il n'obtient pas sa sélection pour les Jeux olympiques de Londres. 
Sergey Mudrov décroche son deuxième titre national indoor fin janvier 2013 à Moscou, avec un saut à 2,27 m, en devançant notamment Ivan Ukhov et Aleksandr Shustov. Figurant parmi les favoris au podium lors des Championnats d'Europe en salle de Göteborg, le Russe décroche son premier titre international senior en s'imposant avec une hauteur de 2,35 m, soit cinq centimètres de mieux que son ancienne meilleure performance en salle. Il devance sur le podium son compatriote Aleksey Dmitrik (2,33 m) et le Tchèque Jaroslav Bába (2,31 m).

## Palmarès

### International
| Date | Compétition                                  | Lieu      | Résultat | Marque |
| ---- | -------------------------------------------- | --------- | -------- | ------ |
| 2007 | Championnats du monde cadets                 | Ostrava   | 2e       | 2,22 m |
| 2007 | Festival olympique de la jeunesse européenne | Belgrade  | 1er      | 2,20 m |
| 2008 | Championnats du monde juniors                | Bydgoszcz | 4e       | 2,17 m |
| 2009 | Championnats d'Europe juniors                | Novi Sad  | 1er      | 2,25 m |
| 2011 | Championnats d'Europe en salle               | Paris     | qual.    | 2,17 m |
| 2011 | Championnats d'Europe espoirs                | Ostrava   | 2e       | 2,30 m |
| 2011 | Universiade                                  | Shenzhen  | 3e       | 2,24 m |
| 2012 | Championnats d'Europe                        | Helsinki  | 4e       | 2,28 m |
| 2013 | Championnats d'Europe en salle               | Göteborg  | 1er      | 2,35 m |
| 2013 | Universiade                                  | Kazan     | 1er      | 2,31 m |

### National
- Championnats de Russie d'athlétisme :
  - Plein air : 5e en 2012
  - Salle : vainqueur en 2011 (2,30 m) et 2013 (2,34 m)

### Records
| Épreuve         | Épreuve      | Performance | Lieu              | Date                          |
| --------------- | ------------ | ----------- | ----------------- | ----------------------------- |
| Saut en hauteur | En plein air | 2,31 m      | Tcheboksary Kazan | 5 juillet 2012 9 juillet 2013 |
| Saut en hauteur | En salle     | 2,35 m      | Göteborg          | 1er mars 2013                 |